# 羅馬的聖老楞佐
羅馬的聖老楞佐（拉丁語：Laurentius，意為“戴月桂的人”；225年12月31日—258年8月10日），又譯為聖羅倫斯（聖公會譯名）、聖勞倫斯或聖洛倫佐，是天主教會教宗西斯笃二世在位期間七位執事之一，負責管理教會的財產，并用以周濟窮人。258年，聖老楞佐在羅馬皇帝瓦勒良針對基督徒的迫害中殉道，他被放置在烤架上熏烤致死。
自公元四世紀起，圣老楞佐成為教會中最著名的聖人之一，他名列于彌撒經中，并被天主教会、东正教会及圣公宗、信義宗等主要基督教教会共同列圣。他的紀念日位於8月10日。

## 生平
聖老楞佐被人認為在公元225年12月31日誕生於瓦倫西亞。也有少數觀點認為他出生在位於後來的阿拉貢地區的他父母的家鄉韋斯卡，該處當時位於羅馬帝國的塔拉科西班牙行省。殉教者聖奧倫休斯以及聖帕蒂西婭在傳統上被認為是他的父母。
聖老楞佐在凱撒奧古斯塔遇到了未來的教宗，西斯篤二世。他是當地著名和受尊重的希臘裔教師。最終，兩人一同離開西班牙前往羅馬。當西斯篤二世於公元257年成為教宗之後，他任命聖老楞佐為執事。雖然他還年輕，但他仍是首個被任命在羅馬主座教堂中服務的七位執事之一。因此他也被稱為「羅馬的總執事」，工作包括管理教會的錢財以及處理財政事務，並且负責向窮人分發錢糧或救濟品。
根據居普良主教指出，羅馬帝國規定所有「受譴責的」基督徒都必須處死，並且其財產收歸國有。
後來在公元258年8月上旬，瓦勒良皇帝要求立即處死所有基督教的主教、神父和執事。258年8月6日，教宗西斯篤二世在儀式時被捕，並處死。
教宗西斯篤二世死後，羅馬省長要求聖老楞佐交出教會財產。他的故事來源的最早可追溯到聖安博，天主教會公認的四大教會聖師之一。為免被沒收，他迅速動員人手，多方面向窮人分發教會財產。第三天，他帶領了一個小代表團前去見省長，他奉命交出了教會財產，但要求將財富分給窮人、殘疾人士和受苦的人，因為他們才是教會的真正財富。有一段記錄記載他對省長說：「教會真正富有，甚至比你的皇帝還要富足得多。」這種近似於蔑視的行為直接導致了他殉難。並且這段故事可以和羅馬傳說中將自己兒子比作珠寶首飾的科拉尼婭的故事相比較。
8月10日，他被處以火刑，並最終殉道，享年32岁。

## 殉道

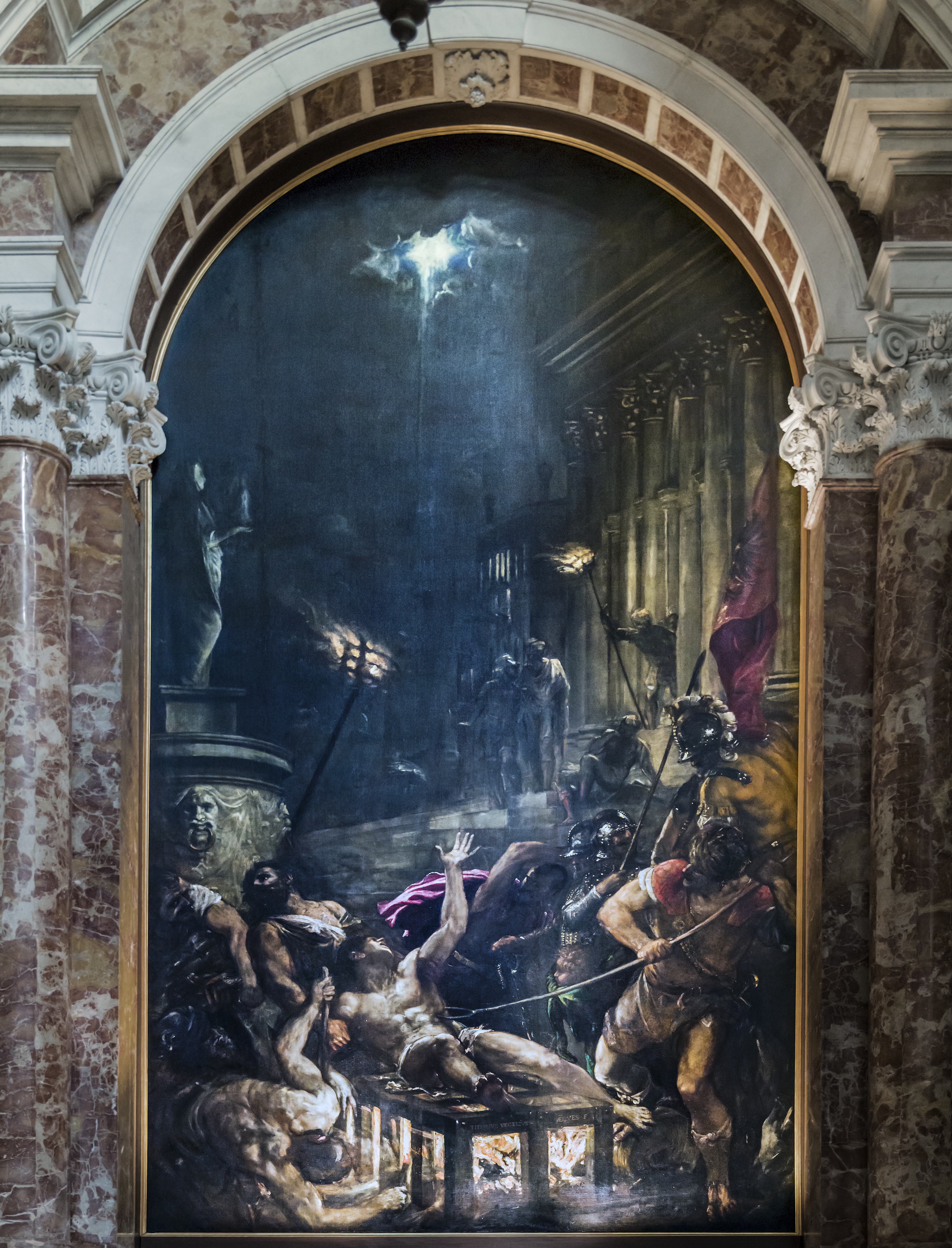
聖老楞佐的殉道
由提香所作 (1558)

依照传说中教會的紀載，聖老楞佐在殉道前被押送至罗马的各地，他在安托尼努斯和法乌斯提那神庙（即米兰达的圣洛伦佐教堂）被判火刑，后来被囚禁在丰特的圣洛伦佐教堂，并在此进行了最后一次受洗，不久后他在帕尼斯佩納的圣洛伦佐教堂殉教，最后他的遗体被埋葬在罗马的城外聖老楞佐聖殿。Philocalus的年曆354年提到，他被埋在Via Tiburtina在Cyriaca Catacomb 由希波利圖斯和賈斯汀的判決，一個長老。殉道的早期來源之一是Aurelius Prudentius Clemens在他的Peristephanon，Hymn II的描述。
康斯坦丁我據說已經建立了一個小的演說家，以紀念聖勞倫斯，這是站在七世紀羅馬烈士的墳墓的行程。教宗達瑪穌一世重建或修復教堂，現在的聖洛倫佐福羅萊穆拉，而聖洛倫佐在潘尼斯佩納的小教堂建於他的殉教的地方。殉道的柵欄被教宗巴斯加二世放置在盧西納的聖盧倫索教堂。

## 流行文化
Dota 2的一個智力英雄莉娜（Lina）會在死亡時有機會借用他的死前的名言，說出台詞：「Turn me over…I'm done.」也即是中文的「把我翻過來，\一一一我已經熟了。」向他致敬。
《Motet de Saint Laurent》，馬克-安東尼·夏龐蒂埃的作品321號，是一首經文歌。

## 外部連結
- Henry Wace, A Dictionary of Christian Biography: Laurentius
- Golden Legend: "The Life of Saint Laurence"
- Leo I: Sermon on St Lawrence （页面存档备份，存于）
- （页面存档备份，存于） Church of Saint Lawrence, Birgu, Malta
- Patron of Ampleforth Abbey, North Yorkshire （页面存档备份，存于）